# 玉将

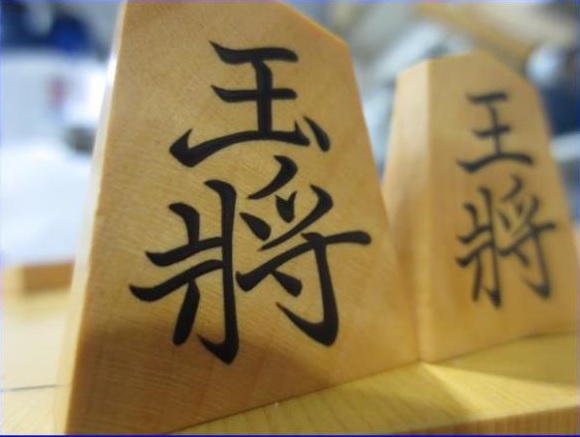
玉将と王将

玉将（ぎょくしょう）・王将（おうしょう）は、将棋の駒の種類の一つ。本将棋・平安将棋・平安大将棋・小将棋・中将棋・大将棋・天竺大将棋・大大将棋、大局将棋・摩訶大大将棋に存在する。本将棋の玉将の動きは、チェスのキング、どうぶつしょうぎのライオン、マークルックのクンと同様の動きとなる。英語でもkingと訳され、略号はK。

## 概要

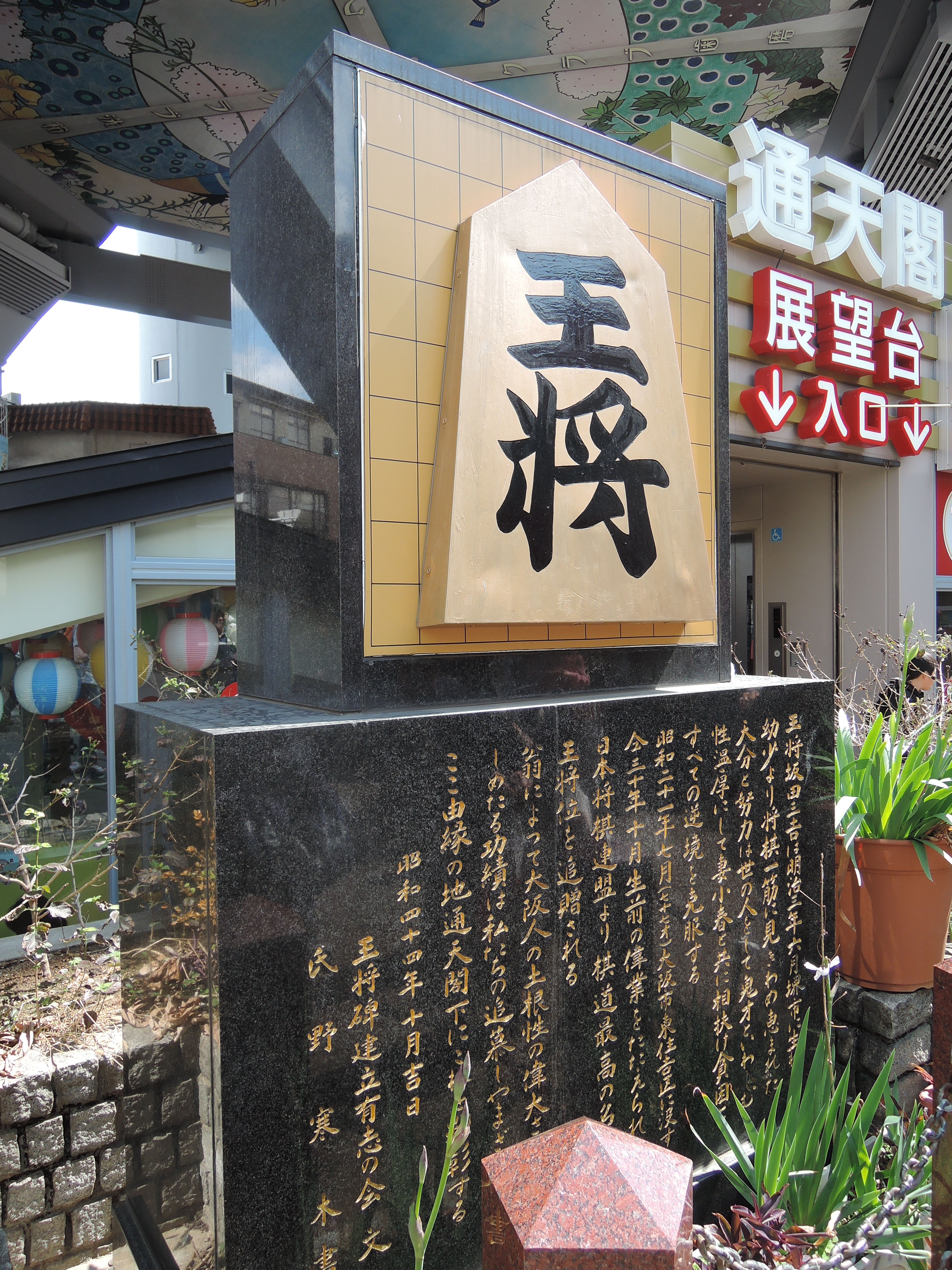
棋士 坂田三吉を偲び、大阪・通天閣に建てられた碑。

通称は「玉」。本将棋の場合、次の自分の手番で相手の玉将を取れることが確定すると（詰み）その時点で勝利となる。またこのため、玉将を実際に取ることはせずに決着する。本将棋では、王手（玉将でも王手という）をかけられていてそれを放置した場合や、玉を敵駒の利いているマスに移動させた場合、また玉以外の駒を移動させた結果、玉が敵の飛車（竜王）・角行（竜馬）・香車の利きに晒されるようにした場合は、「王手放置」の反則となる。従って、（太子または王子が登場する将棋で、これを盤面に有する場合でない限り、）玉将で敵駒を取る場合は、ひものない駒しか取れず、玉将で動きとしては玉将の上位互換である竜や馬を取る場合は、敵が直前に動かした竜や馬を取る（棋譜の表現で言えば「同玉」）場合しかありえず、また自玉で敵玉を王手することはできない。
小将棋など、太子または王子が登場する（成駒として存在する、あるいはもともと存在する）将棋類については、相手がこれらを盤面に有する場合、玉将にこれらを加えたうちの最後の1枚を詰めた時点で勝ちが決まるため、途中で玉将を取る場合も存在する。
玉将における格言は非常に多いので、ここでは3言のみ取り上げる。
- 居玉は避けよ…玉が初期位置のままだと、左右どちらから攻められても近い上に王手飛車取りもかけられやすいので、なるべく移動した方がよいということ。
- 中段玉は寄せにくし…上部にいる玉は狙われやすい一方で捕まりにくい。防戦一方なとき、中段へ逃げることで逆転できることがある。対義語は「玉は下段に落とせ」。
- 角筋の玉受け難し…角筋とは角の利き（攻撃範囲）のことである。敵の角筋に玉を置いていると、じり貧になりやすいので注意せよということ。

玉の手筋としては、自玉が詰み筋に入ったり厳しい攻めが来たりする前にあらかじめ安全な場所に逃げる「早逃げ」がまず挙げられる。また相手の攻めが細い場合など、玉が周囲全方向に動けることを利用して、「顔面受け」といって、玉を直接受け駒として使って受けることもある。一方、玉は詰まされると負けなので、基本的には攻撃に用いるような駒ではない。ただ玉頭戦の超乱戦などで、両者の玉が1マス空けただけの至近距離となったような場合などは、一方の玉が相手の玉の逃げ道を塞ぐという意味で攻撃駒の1つとなるケースも稀にある。
玉将は歴史的にはチャトランガの王に相当する駒である。海外の将棋系ゲームでは日本将棋の玉将に相当する位置に、チャトランガの王に相当する駒が配置されている。チェスではキング、シャンチーでは将・帥、チャンギでは将（楚・漢）、マークルックではクンが将棋の玉将およびチャトランガの王に相当する駒であり、いずれも詰まされると負けになる。将棋の玉将、チェスのキング、マークルックのクンの三者は基本的な動きが同じであるが、このうちキングにはキャスリングという特殊なルールがあるのに対し、玉将とクンにはそれに相当するルールがない。また残りの将・帥／楚・漢は盤面の王宮（九宮／宮）から出られず、前者には王不見王、後者にはピッチャンという特殊ルールがある。

## 玉将と王将
将棋駒にはもともと「玉将」しかなかったようである。平安将棋には「玉将」はあるが「王将」はない。また、11世紀半ばと推定され、最古の将棋駒とされる興福寺境内跡からの出土品には「玉将」が3枚含まれているが、「王将」は含まれていない。
しかし、字体の類似も相まっていつの間にか「王将」も使うようになったと言われている。「王将」と「玉将」には実質的には違いはないが、「天に二日なく、地に二王なし」との言葉に基づき「王将」は1枚とし、上位者（後手または上手）が「王将」を使い、下位者（先手または下手）が「玉将」を使うのが慣例となっている。
詰将棋では玉将を用いるのが一般的で、双玉詰将棋（攻め方の玉将も配置する詰将棋）の攻め方に王将を用いることがある。
玉は金、銀、桂、香などと同じように宝物の名称に基づくものである。よって意味からすると、王将を「王様」と呼ぶのは本来間違いである。しかし、チェスでは玉将に相当するのは「キング」であり、また「王手」のことを「玉手」と言うと将棋とは無関係な別の意味になってしまう。反対に符号は一般的には「玉」は用いるが「王」は用いない。そのため、玉将を表すのに「王」と「玉」のどちらの言葉を使用しても問題ないと考えられ、問題にしている人もほとんどいない。
駒の書体の表現においては、玉将と王将の違いは、通常は点の有無だけであるが、中には明らかにそれだけの違いでないものもある。例えば菱湖書の玉将と王将は、点の有無以外にも、細部にわたり表現の差異がみられる。

## 駒の動き
| 表示  | 動きの解説                       |
| ----- | -------------------------------- |
| ○     | 当該マスへ移動可                 |
| ｜    | マス数の制限なく縦方向へ移動可   |
| ―     | マス数の制限なく横方向へ移動可   |
| ＼ ／ | マス数の制限なく斜め方向へ移動可 |
| ☆     | 当該マスへ移動可(駒の飛び越え可) |
| 00    | 移動不可                         |

### 本将棋・小将棋・中将棋・大将棋・平安将棋・平安大将棋・天竺大将棋・大大将棋

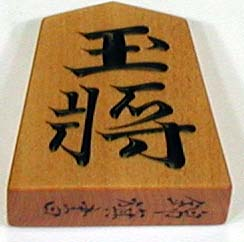
玉将の駒の表面。裏面には何も書かれていない。

本将棋・小将棋・中将棋では玉または王と略す。成ることはできない。中将棋では、詰ますのではなくこれを取ると勝ちになる。
| 玉将（ぎょくしょう） 王将（おうしょう） | \| \| \| \| \| \| \| \| ○ \| ○ \| ○ \| \| \| \| ○ \| 玉 \| ○ \| \| \| \| ○ \| ○ \| ○ \| \| \| \| \| \| \| \| | 全方向に1マス動ける。 |   |  |
|                                         | |                       |   |  |
|                                         | ○ | ○                     | ○ |  |
|                                         | ○ | 玉                    | ○ |  |
|                                         | ○ | ○                     | ○ |  |
|                                         | |                       |   |  |

### 摩訶大大将棋
成駒は自在天王。
|  |   |       |   |  |
|  | ○ | ○     | ○ |  |
|  | ○ | 玉 将 | ○ |  |
|  | ○ | ○     | ○ |  |
|  |   |       |   |  |

| ∞ | ∞ | ∞         | ∞ | ∞ |
| ∞ | ∞ | ∞         | ∞ | ∞ |
| ∞ | ∞ | 自在 天王 | ∞ | ∞ |
| ∞ | ∞ | ∞         | ∞ | ∞ |
| ∞ | ∞ | ∞         | ∞ | ∞ |

### 大局将棋
太子の成駒。成ることはできない。
| 玉将（ぎょくしょう） | \| ○ \| \| ○ \| \| ○ \| \| \| ○ \| ○ \| ○ \| \| \| ○ \| ○ \| 玉 将 \| ○ \| ○ \| \| \| ○ \| ○ \| ○ \| \| \| ○ \| \| ○ \| \| ○ \| | 全方向に2マス動ける。飛び越えては行けない。 |   |   |
| ○                    | | ○                                           |   | ○ |
|                      | ○ | ○                                           | ○ |   |
| ○                    | ○ | 玉 将                                       | ○ | ○ |
|                      | ○ | ○                                           | ○ |   |
| ○                    | | ○                                           |   | ○ |